# Tatort: Zwischen zwei Welten
Zwischen zwei Welten ist ein Fernsehfilm aus der Krimireihe Tatort. Es ist der sechste Fall des Luzerner Ermittlers Reto Flückiger. Der vom SRF produzierte Beitrag wurde am 21. April 2014 erstgesendet.

## Handlung
Reto Flückiger wird sehr früh am Morgen zu einem Fall gerufen. Donna Müller wird unterhalb einer Brücke auf den Bahngleisen tot aufgefunden. Der kriminaltechnischen und gerichtsmedizinischen Untersuchung zufolge kann ein Selbstmord ausgeschlossen werden. Als Flückiger zusammen mit seiner Kollegin Liz Ritschard die Angehörigen verständigen will, treffen sie auf drei minderjährige Kinder, die nun erst einmal in einer Klinik psychologisch betreut werden. Beim Versuch den Vater zu verständigen, stellen sie fest, dass jedes Kind einen anderen Erzeuger hat. Schnell erscheint Daniele Rossi, der seine Tochter Emma, die älteste der drei Geschwister, zu sich nehmen will, doch die Psychologin verweigert die vorzeitige Trennung der Kinder. Er macht sich durch sein aggressives Auftreten verdächtig, kann aber zunächst ein Alibi vorweisen.
Biljana Lukovic, die engste Freundin der Toten, weiß, dass Donna dabei war, sich zur spirituellen Heilerin ausbilden zu lassen und äußert, sie würde gern die jüngste Tochter, Alisha, zu sich nehmen, da zu erwarten ist, dass der verheiratete Vater André Barmettler keine Ansprüche stellen wird. Diese Ausbildung kam nicht unerwartet, denn Donna hatte noch immer Kontakt zu ‚Shankar‘, dem Vater ihres Sohnes Ravi, welcher in Indien lebt und der via Skype aussagt, es hätte eine große Seelenverwandtschaft zwischen ihnen gegeben. Sie hatte sogar vor, mit den Kindern nach Indien zu gehen, was außer ihrer Freundin noch niemand wusste. Für Ritschard ist das ein Indiz gegen Rossi, der seine Exfrau hasste und schon jahrelang vergeblich um seine Tochter kämpfte. Über weitere Recherchen kann sie auch herausfinden, dass er nicht den ganzen Abend mit seinen Freunden zusammen war, wie er zunächst behauptete. Daher wird er in Gewahrsam genommen, aber er leugnet Donna umgebracht zu haben. Sein Anwalt kann sogar einen Zeugen ausfindig machen, der ihn zur Tatzeit in der Stadt gesehen hat, was ihn nun wieder entlastet. Auch Alishas Vater rückt in den Focus der Ermittler, als Flückiger herausfindet, dass Donna ihn erpresst hat, weil sie die Alimente für das Kind auf einmal von ihm haben wollte, um damit in Indien die Organisation von ‚Shankar‘ zu Unterstützen. André Barmettler gibt zu, sich mit Donna hatte treffen zu wollen, um ihr das Geld zu geben, doch sie sei nicht gekommen. So habe er den Betrag bei seiner Bank wieder eingezahlt.
Der Versuch, mit den Kindern zu reden, bringt die Ermittler zunächst nicht weiter. Doch fällt Flückiger die große Aggressivität auf, die Ravi bei den Gesprächen zeigt. Daher beschäftigt er sich näher mit ihm und versucht einen Zugang zu bekommen. Ehe ihm das gelingt, verschwindet Emma aus dem Kinderspital. Da sie eine große Menge Schlaftabletten eingenommen hat, drängt die Suche. Als Flückiger und Ritschard keinen Rat mehr wissen, wo sie das Mädchen noch suchen sollen, bitten sie Pablo Guggisberg um Hilfe, dem übersinnliche Fähigkeiten zugeschrieben werden und bei dem das Opfer die Ausbildung begonnen hatte. Er hatte der Polizei seine Unterstützung angeboten, die sie nun nutzen, und tatsächlich kann Emma dank seiner Gabe noch rechtzeitig gefunden werden. Unerwartet will Daniele Rossi jetzt ein Geständnis ablegen, doch Flückiger glaubt ihm nicht. Er vermutet, dass er seine Tochter schützen will. Ritschard spricht mit dem Mädchen und erfährt nun, dass Emma sich am Tatabend mit ihrem Vater verabredet hatte, der ihr versprochen hatte, noch einmal mit ihrer Mutter zu sprechen, damit sie nicht mit nach Indien muss, sondern in der Schweiz bei ihrem Vater bleiben kann. Als sie aus seinem Auto stieg, ist ihr ihre Mutter begegnet, die nun darüber verärgert war, dass sie sich heimlich mit ihrem Vater getroffen hat. Der Streit eskalierte und dabei hat Emma ihre Mutter so gestoßen, dass sie den Hang zur Bahn hinunterstürzte.

## Hintergrund
Schweizer Radio und Fernsehen produzierte diesen Tatort unter Mitwirkung von Zodiac Pictures  und Rotor Film Babelsberg. Die Dreharbeiten erfolgten unter dem Arbeitstitel Kontakt mit dem Jenseits in Luzern und Umgebung.
In diesem Tatort, der in der Schweiz produziert wurde, gibt es die Figur Pablo Guggisberg, die ein Medium ist, das der Polizei bei den Ermittlungen hilft. Diese Figur soll dem bekannten Schweizer Medium Pascal Voggenhuber nachempfunden sein. In Deutschland, wo man in der Allgemeinheit derartige Zusammenarbeit nicht kennt, stieß diese Tatort-Folge teilweise auf Unverständnis.

## Rezeption

### Einschaltquote
Die Erstausstrahlung von Zwischen zwei Welten am 21. April 2014 erreichte in Deutschland 7,28 Millionen Zuschauer und einen Marktanteil von 20,4 Prozent für Das Erste.

### Kritik
Volker Bergmeister meint auf tittelbach.tv zu diesem Tatort: „das eigentliche Familiendrama, das Hin- und Hergerissen-Sein der Kinder, ihre Bindungs- und Orientierungsprobleme, [wird] mehr und mehr in den Hintergrund gedrängt, geopfert einer Dramaturgie, die unbedingt Spannung erzeugen will, was allerdings auch nicht sonderlich gelingt. Was gefällt, ist das Zusammenspiel der beiden Ermittler.“ „Der Luzerner Ermittler Reto Flückiger hat zweifelsohne seine Qualitäten, ist eine durchweg geerdete Figur. Aber das Ganze schleppt sich doch allzu sehr dahin, wirkt zuweilen bemüht & die Geschichte ist überkonstruiert. Mit dem österreichischen ‚Tatort‘ kein Vergleich!“
Bei swr3.de meint Bertram Quadt, dass: „das hektische Herum-Ermitteln in alle nur ausreichend klischeebehafteten Richtungen nach kürzester Zeit nur noch nervt. Und die ganz hartgesottenen ‚Tatort‘-Gucker, also die, die wirklich alle Schrecken der Fernsehwelt kennen und aushalten, die steigen spätestens dann aus, wenn das Ermittlerteam in seiner Not selbst zum Übernatürlichen greift. Da gibt es nämlich – wie könnte es auch anders sein – einen jungen, gutaussehenden Geistheiler, und der kann – hält man es für möglich – sogar mit den Toten kommunizieren. […] .“